# スーパードラッケン
『スーパードラッケン』は、1994年8月26日に日本のコトブキシステムから発売されたスーパーファミコン用アクションロールプレイングゲーム。北米では『Dragon View』のタイトルで発売された。
フランスのインフォグラムから発売されたパソコン用ソフト『ドラッケン』（1989年）の続編である。遥か昔に神々が住んでいたと言われるケザー島を舞台に、主人公のアレクスを操作して魔導士に攫われた恋人のカテリーナを救出する事を目的としている。ゲームシステムは前作とまったく異なるものとなっている。
開発はコトブキシステムが行い、プロデューサーはスーパーファミコン用ソフト『ファランクス』（1992年）を手掛けた道浦忍、シナリオはファミリーコンピュータ用ソフト『ミッキーマウスIII 夢ふうせん』（1992年）を手掛けたひらはらしょうこ、音楽は後にバーチャルボーイ用ソフト『バーチャルプロ野球'95』（1995年）を手掛けた小松真理が担当している。
本作は2019年にWindows用ソフトとしてSteamにて配信された。

## ゲーム内容

### フィールド
フィールドは3Dマップで表現されている。
大地の星
フィールドに存在する紋章。2つの地点を結ぶワープポイントである。
もや
フィールド上のもやに触れると敵と遭遇し、戦闘状態になる。この戦闘からは逃げられない。

### ダンジョン
ダンジョンは横スクロールアクション方式であり、敵モンスターが徘徊している。敵モンスターは同時に4体まで出現する。アレクスのHPが0になると断末魔の叫びとともに死亡し、ゲームオーバーになる。ゲームオーバーになるとタイトルに戻り、セーブした時点からのやり直しとなる。
爆弾を投げたり、宝箱を調べたり、像を押したりするなどの謎解き要素がある。危険な地形があったり、ボスが待ち構えている事もある。

### 強化・成長
EXP
敵を倒すとEXPを取得できる。一定値のEXPを取得するとレベルアップし、攻撃力などが上昇する。
最大HP
初期値は48。「HPのうつわ」で上昇していく。
最大MP
「MPのうつわ」で上昇していく。
フォース系統
武器防具の能力を上げる、またその度にグラフィック（色）も変化する。
ソードフォース、ハウザーフォース、アーマーフォース
指輪の強化
魔法使いが指輪を強化してくれる。
必殺技
必殺技を習得できる場所がある。

### その他のシステム
神殿
無料で全回復、セーブをしてくれる。また、旅の案内人からアドバイスを聞くことができる。
SHOP
買い物が出来る。
地図
L・Rボタンで地図を表示する。地図は様々な場所でもらえる。

### アイテム

#### 武器
ソード
アレクスが最初に持っている武器。足元の敵などにも有効。
ハウザー
射程が長く、ブーメランのように戻ってくる。
弓
矢を飛ばして攻撃する、戦闘以外にも使い道がある。

#### その他のアイテム
HP回復
ポーション
MP回復
魔法の水晶
指輪系統
装備することによって炎、氷、雷の魔法が使えるようになる。

#### 敵が落とすアイテム
敵を倒すとアイテムを落とすことがある。これらのアイテムはツボや岩に隠されていることもある。
ジェイド
この世界の通貨。宝石のような外見をしている。色によって価値が異なる（青5、赤10、黄20）。
HP回復
ハートの形をしている。
MP回復
☆の形をしている。

## 登場人物
アレクス（名前はゲーム開始時に変更可能）
主人公。修行の町ファイタスで日夜修行に明け暮れる。

### 人々
カテリーナ
アレクスの恋人。アルゴスにさらわれるが…
クノス老師
アレクスの恩師。
サラ
ギザの妹。病気で亡くなるが、死後もギザを想う。
ロディスタ
昔、ソードの修行をしていた人物。アレクスに助言をしてくれる。
オートラン
発明家。
さすらいの治療人
無料でセーブをしてくれる。また、有料で全回復をしてくれる。
まじゅつし
アレクスに試練を与える。フィールドの魔物を100匹退治してくる事などを求める。

### 敵側
ギザ
最終ボス。ラストバトルでネクロマントに変身し、アレクスに襲いかかる。妹のサラを病気で亡くした事がある。そのためにケザー島を滅ぼす事を決意する。アレクスに敗れ、ケザー島の人類を病気に苦しませようとするが、サラに説得され、良心を取り戻す。
アルゴス
ギザの手下。カテリーナを誘拐した。部下からは不満を持たれている。

## 移植版
| No. | タイトル    | 発売日            | 対応機種 | 開発元           | 発売元           | メディア             | 型式 | 備考 | Ref.  |
| --- | ----------- | ----------------- | -------- | ---------------- | ---------------- | -------------------- | ---- | ---- | ----- |
| 1   | Dragon View | INT 2019年1月21日 | Windows  | コトブキシステム | Piko Interactive | ダウンロード (Steam) | -    |      | [ 2 ] |

## スタッフ
- プログラマー：戸野文雄、増野宏之、H.NAKAMOTO、A.MATSUSHITA、S.MURAKAMI、たにおさむ、E.OTSUKA、K.MUNEYOSHI、A.YOSHINO
- グラフィック・デザイナー：Y.SHINTAKU、すえだきみなり、T.HOSOMA、H.KATSUBE、K.KITAHARA、K.GOTOU、S.WATANABE、H.SHINTAKU
- 音楽：M.TAKENAKA、小松真理、T.SEKIDO
- サウンド・パフォーマー：増野宏之、まえだあきら、まわたりえみ
- マップ・クリエイター：R.GOTOH、M.YAMASAKI、T.KITAGAWA
- ストーリー・メーカー：ひらはらしょうこ、K.GOTOH、Y.OISHI
- エグゼクティブ・プロデューサー：しんじょうみつお、M.HIROSE、奥原征一郎
- プロデューサー：道浦忍

## 評価
ゲーム誌『ファミコン通信』の「クロスレビュー」では、7・5・6・5の合計23点（満40点）、『ファミリーコンピュータMagazine』の読者投票による「ゲーム通信簿」での評価は以下の通り、21.5点（満30点）となっている。
| 項目 | キャラクタ | 音楽 | お買得度 | 操作性 | 熱中度 | オリジナリティ | 総合 |
| 得点 | 3.9        | 3.5  | 3.4      | 3.7    | 3.6    | 3.5            | 21.5 |